# Miguel Ângelo Costa Guimarães
Miguel Ângelo da Costa Guimarães (sinh ngày 3 tháng 5 năm 1995) thường gọi Miguel Ângelo, là một cầu thủ bóng đá người Bồ Đào Nha thi đấu cho Merelinense, ở vị trí hậu vệ.

## Sự nghiệp bóng đá
Ngày 30 tháng 7 năm 2014, Miguel Ângelo có màn ra mắt cho Trofense trong trận đấu tại Cúp Liên đoàn bóng đá Bồ Đào Nha 2014–15 trước Beira-Mar.

## Cá nhân
Anh là em họ của Tiago.